# Guido-Westerwelle-Brücke

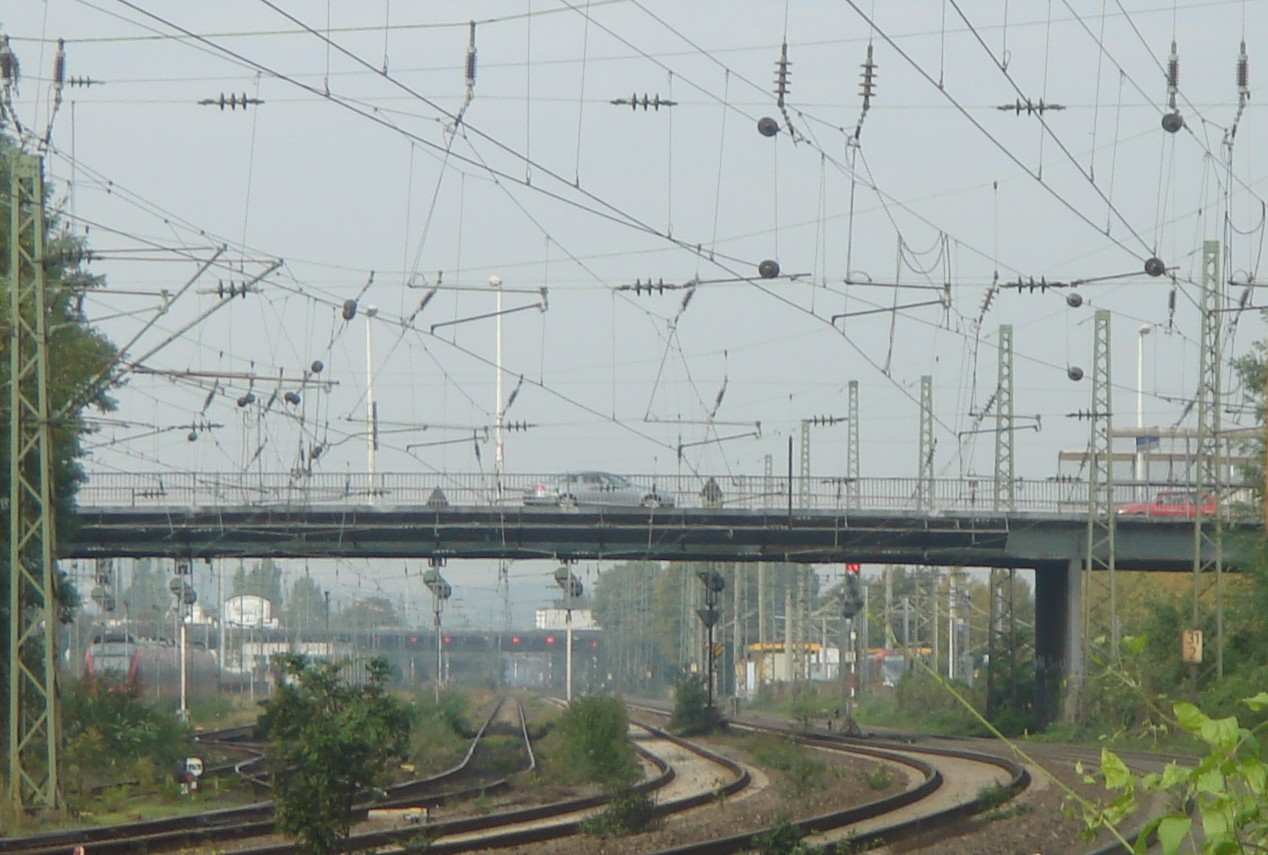
Viktoriabrücke, Blick von Osten, Aufnahme vor dem Neubau (2006)

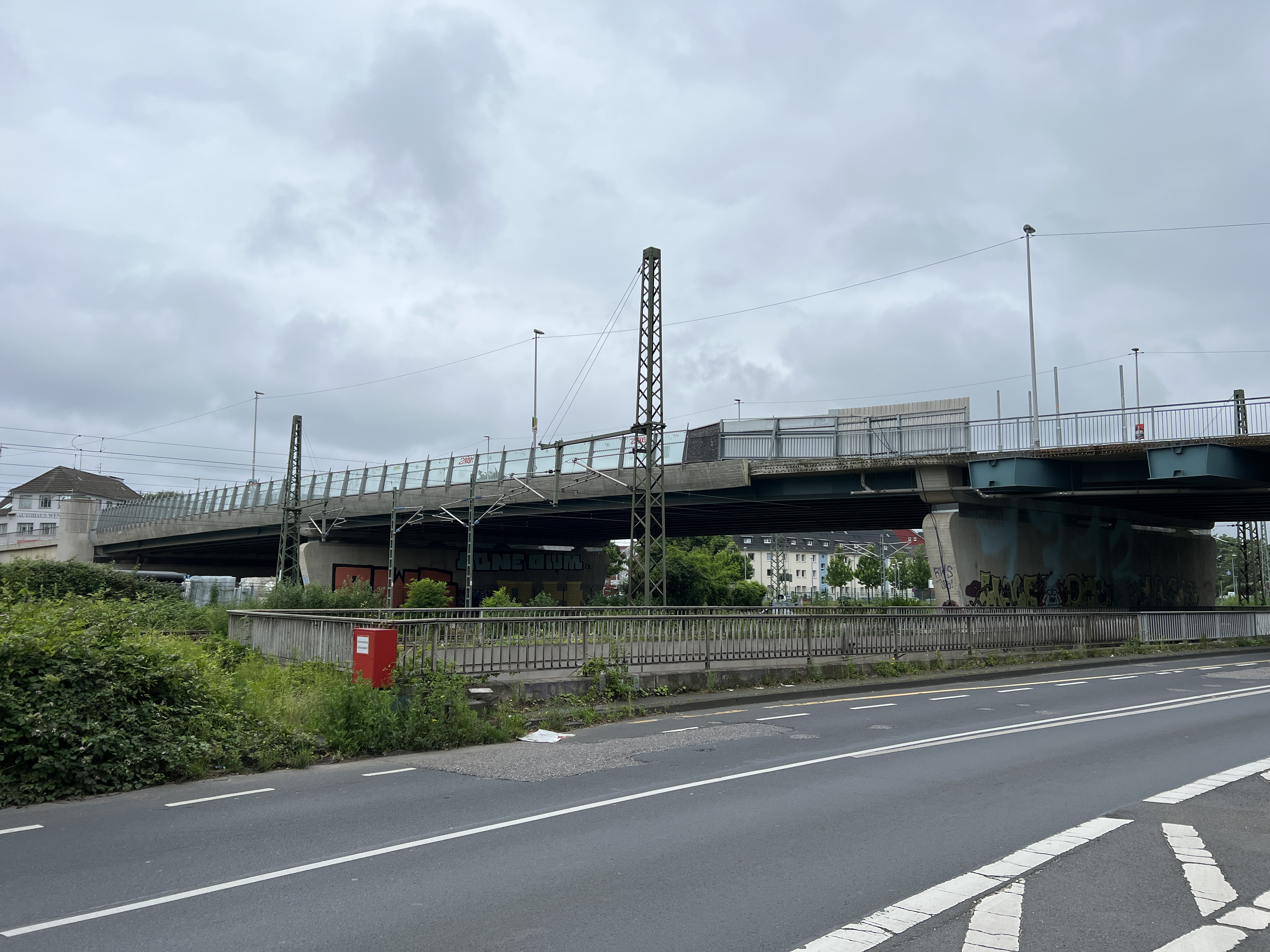
Guido-Westerwelle-Brücke, Blick von Osten, Aufnahme nach dem Neubau (2024)

Die Guido-Westerwelle-Brücke ist eine Straßenbrücke in Bonn, die die Linke Rheinstrecke sowie Stadtbahngleise überquert und so die Nordstadt mit der West- und Südstadt verbindet. Bis April 2024 hieß sie Viktoriabrücke benannt nach der deutschen Kaiserin. Im Oktober 2023 hatte die Bezirksvertretung des Stadtbezirks Bonn beschlossen, die Brücke künftig nach Guido Westerwelle zu benennen. Am 10. April 2024 erfolgte die Umbenennung.

## Lage und Verkehrsbedeutung

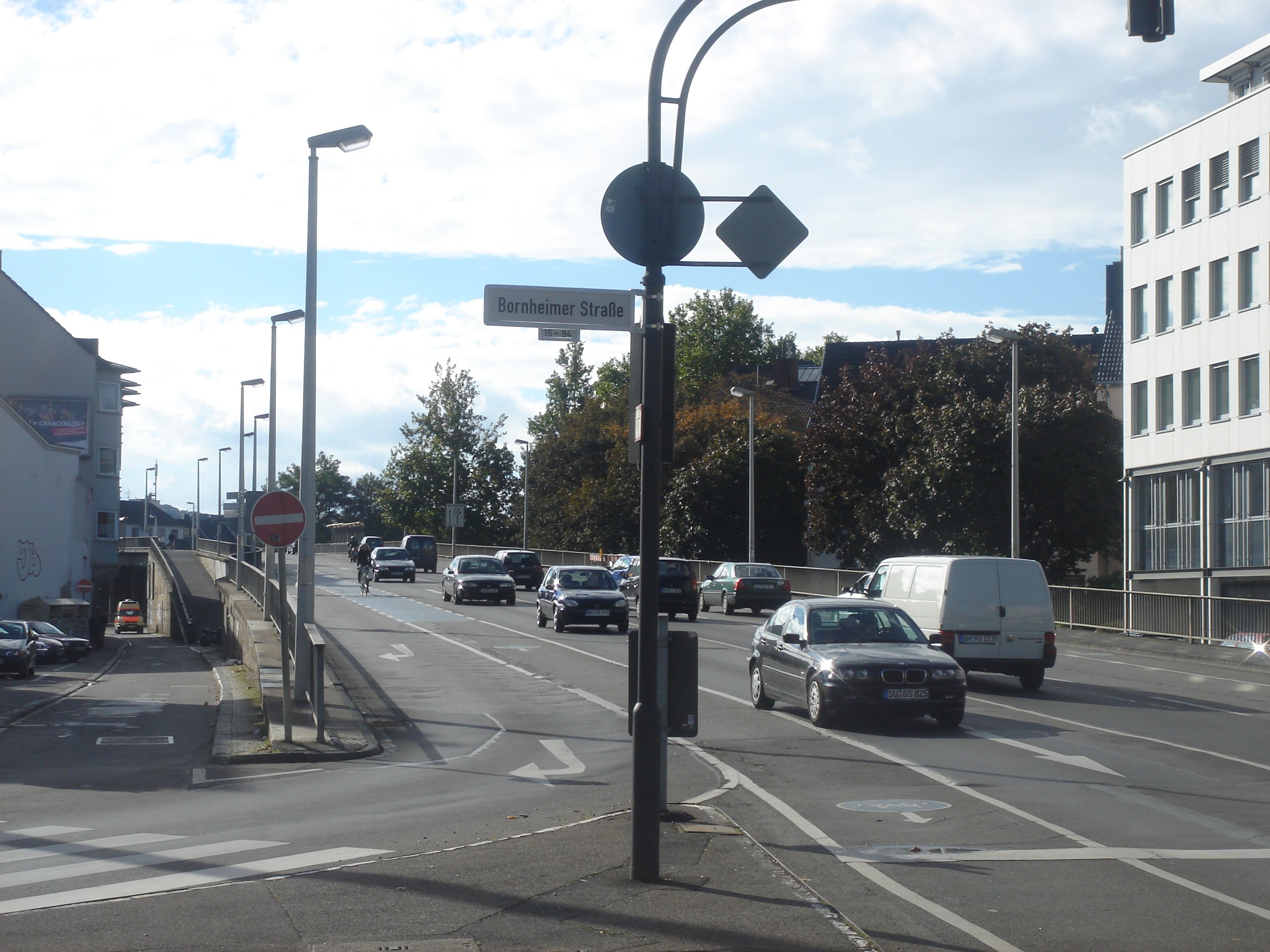
Nordauffahrt, Aufnahme vor dem Neubau (2006)

Die Guido-Westerwelle-Brücke befindet sich westlich des Hauptbahnhofs. Sie verbindet die beiden Kreuzungen Hochstadenring / Bornheimer Straße (im Norden) und Wittelsbacherring / Endenicher Straße (im Süden). Insgesamt überquert sie fünf Gleise der Rheinstrecke und zwei der Stadtbahn (Rheinuferbahn und Vorgebirgsbahn) sowie die Thomastraße.
Die Brücke ist eine wichtige Nord-Süd-Verbindung im Bonner Stadtgebiet. Sie ist über große Straßen gut an die Autobahn angebunden, was sie für den Durchgangsverkehr attraktiver macht als die kleineren Unterführungen in der Innenstadt und Am Propsthof, aber auch immer noch nahe am Zentrum gelegen, sodass sie auch für Kurzstrecken genutzt wird. 2006 fuhren täglich ca. 34.000 Autos über die Brücke.

## Geschichte

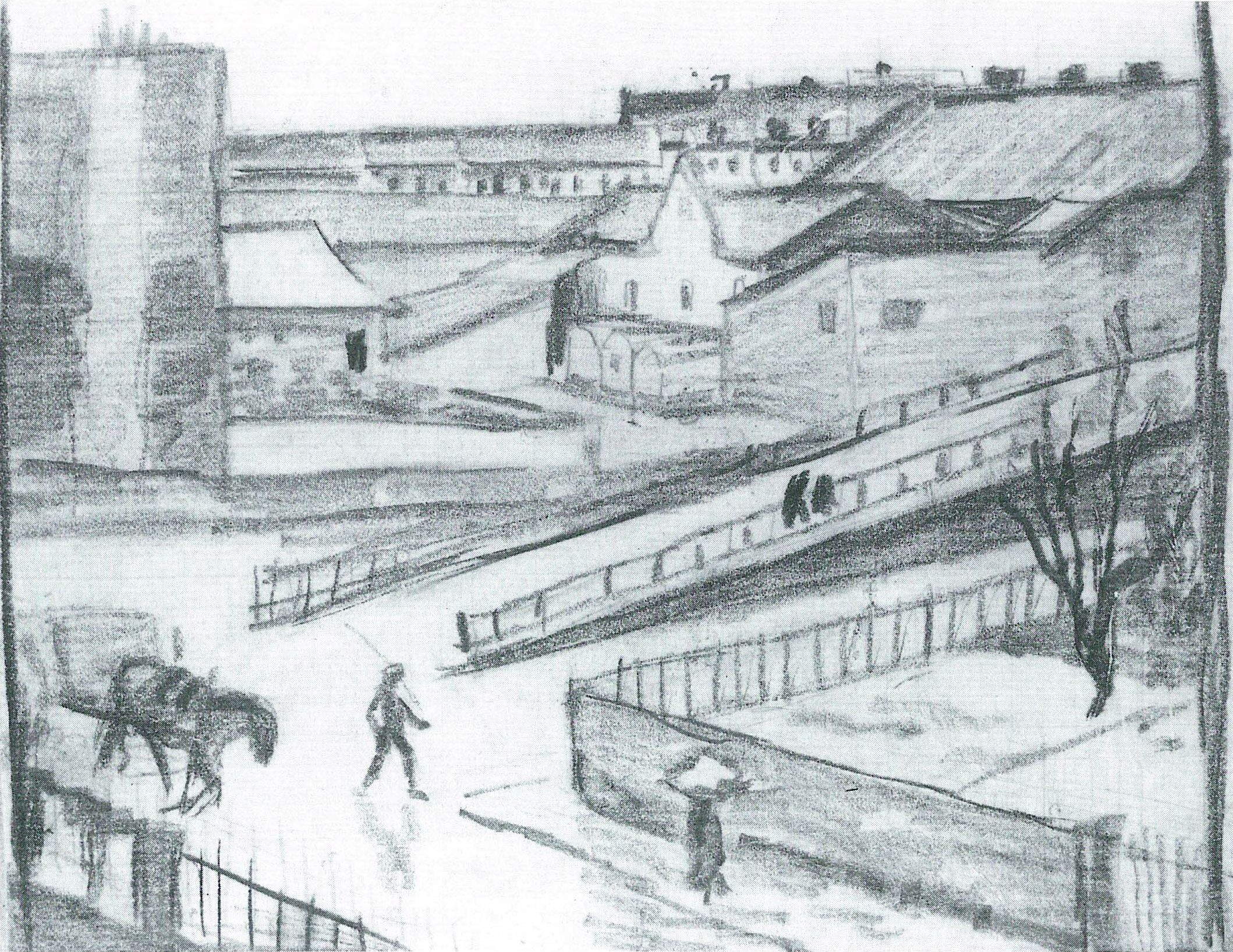
Zeichnung von August Macke (1911)

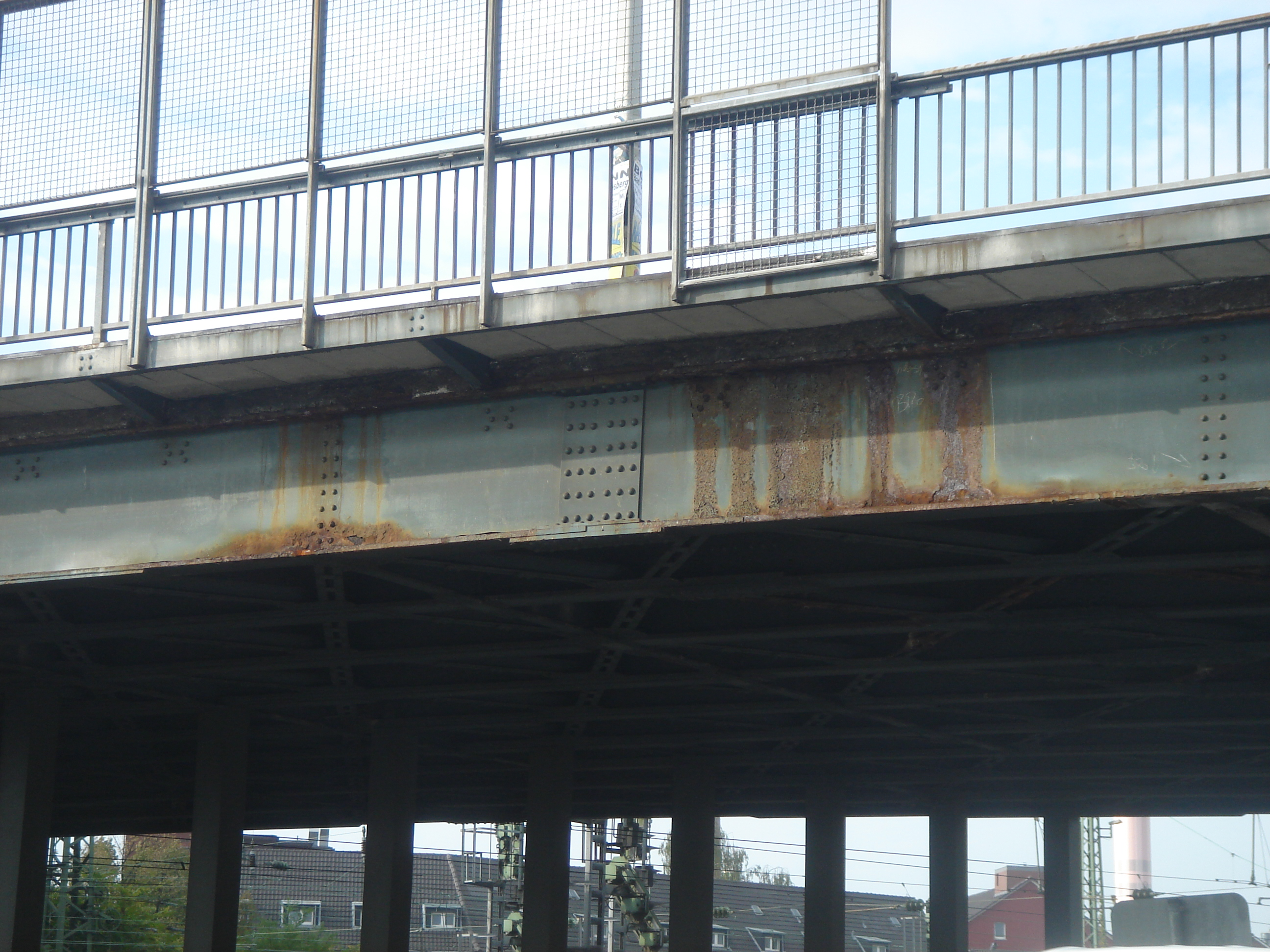
Rostschaden (2006)

Am 15. April 1905 wurde der erste, nicht schienengleiche Übergang (Viktoriabrücke) über die viel befahrene Eisenbahnstrecke Köln–Koblenz im Bonner Stadtgebiet dem Verkehr übergeben. Ab 1908 befand sich unterhalb der Viktoriabrücke an der heutigen Thomastraße die Bedarfshaltestelle Bonn Weststraße der Rheinuferbahn.
Zwischen 1911 und 1914 malte August Macke, der zu dieser Zeit in der Bornheimer Straße lebte (siehe August-Macke-Haus), die Viktoriabrücke in 22 Werken. Zwischen 1915 und 1936 führte die Straßenbahnlinie 3 von der Gronau zum Beethovenplatz über die Viktoriabrücke. In der Nacht vom 28. auf den 29. Dezember 1944 wurde die ursprüngliche Viktoriabrücke von alliierten Bombern schwer beschädigt und stürzte ein. Nach Kriegsende wurde sie demontiert und durch die heutige Konstruktion ersetzt, die nach fünfmonatiger Bauzeit am 22. Dezember 1949 dem Verkehr übergeben wurde. 1963 wurde die Brücke auf der westlichen Seite um 6,50 Meter verbreitert. Im August 2001 wurde die Verkehrsführung auf der Viktoriabrücke durch die Stilllegung einer Geradeausspur geändert.
Am 16. Oktober 2006 wurde bekannt, dass bei der Bauwerkshauptprüfung nach DIN 1076 – zu einem erheblichen Teil konstruktiv bedingte – Schäden an der Bausubstanz der Brücke festgestellt wurden. Für die Behebung der Schäden und gleichzeitige Sanierung der Fahrbahnen und Gehwege wurden 1,45 Millionen Euro kalkuliert, die Arbeiten sollten ursprünglich 2007 beginnen und anderthalb Jahre dauern. Nach neueren Planungen wurden sie jedoch zunächst bis zur Beendigung der Verbreiterungs- und Sanierungsmaßnahmen an der Kennedybrücke aufgeschoben, die damals für April 2010 geplant war. Sie sollten zwei Jahre andauern und rund 4,5 Millionen Euro kosten. Infolge der bei einer Sonderuntersuchung festgestellten weiteren Schäden war die Viktoriabrücke seit dem 14. Mai 2010 bis zum Ende der Sanierungsarbeiten für LKWs über 16 Tonnen gesperrt.
Im März 2011 wurde bekannt, dass wegen der großen Schäden an der Brücke anstatt einer Sanierung eine Kompletterneuerung und ein teilweiser Neubau notwendig ist. Außerdem sollten eine neue Verbindungsrampe zum Verteilerkreis und ein neuer Kreisverkehr am Alten Friedhof gebaut werden. Dazu mussten die Bauleistungen neu ausgeschrieben werden. Der Kreisverkehr wurde Anfang September 2016 nach zwei Monaten Bauzeit für den Verkehr freigegeben und bis Anfang 2017 fertiggestellt.

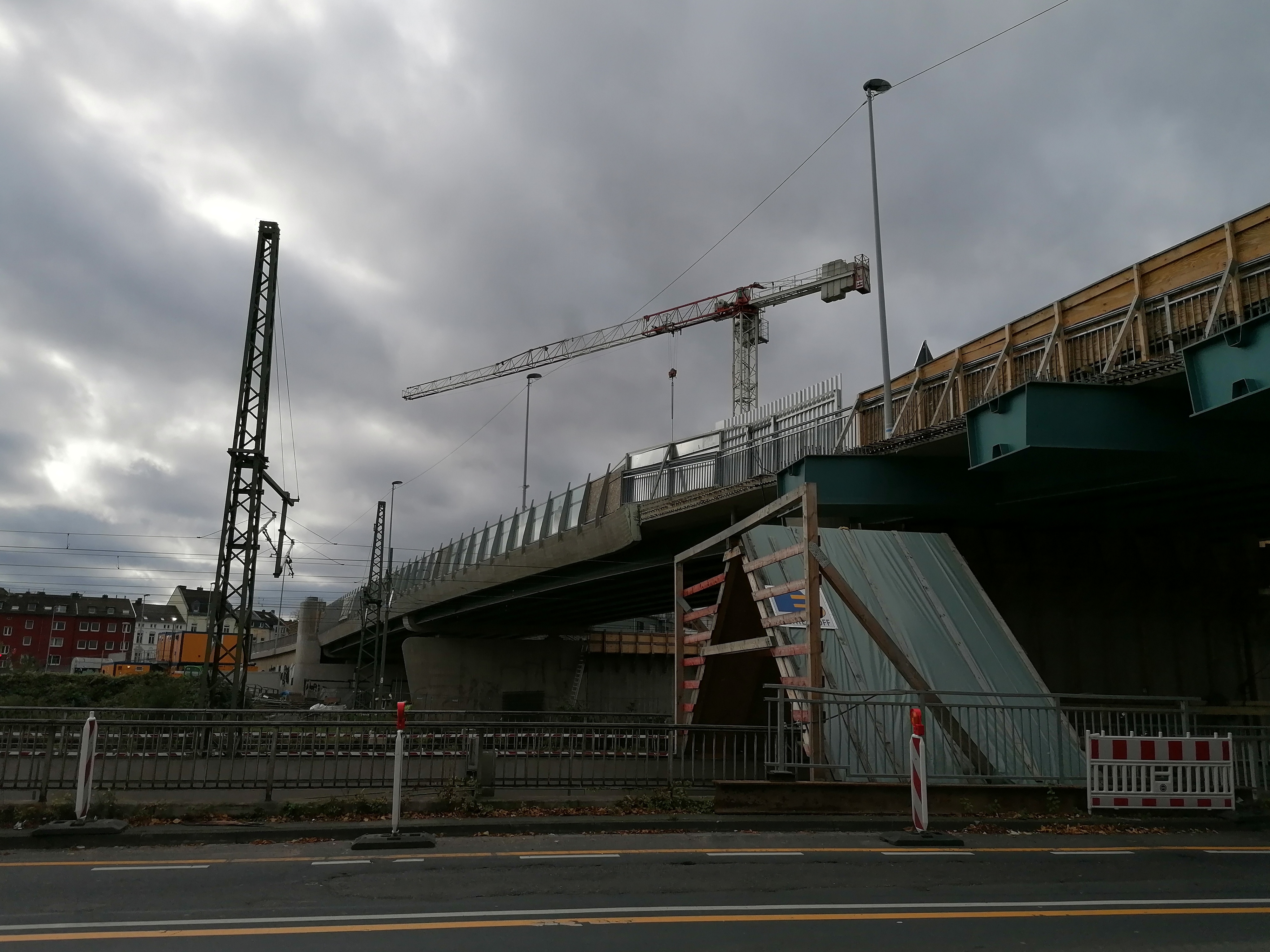
Die fertiggestellte Brückenseite im Oktober 2020

Die Erneuerung sollte zunächst beginnen, nachdem die Arbeiten auf dem Tausendfüßler beendet waren (was im September 2013 der Fall war); letztlich erfolgte der Baubeginn Anfang Juni 2016. Im Oktober und November 2019 wurden die ersten Brückenträger der neuen Brücke montiert. Am 29. Juni 2020 erfolgte die Verkehrsfreigabe der neugebauten Osthälfte der Brücke. Im Januar 2021 wurden die letzten sieben Träger eingebaut. Es wird nach verschiedentlichen Komplikationen mit Gesamtkosten in Höhe von etwa 45 Millionen Euro gerechnet. Die Kostensteigerung von ursprünglich 25 Mio. Euro auf fast das Doppelte wurde vom Bund der Steuerzahler in seinem Schwarzbuch 2019/20 kritisiert. Die Brücke wurde Ende April 2022 wieder für den Verkehr freigegeben. Vorläufig ist die Brücke mit nur einer Autospur und dafür einer Radspur in jede Richtung für den Verkehr freigegeben; diese Aufteilung kann sich jedoch noch ändern und ist davon abhängig, ob die Bezirksregierung Köln der neuen Verkehrsführung zustimmt und damit vier Millionen Euro an Fördergeldern freigibt. Stimmt die Bezirksregierung der Änderung nicht zu, müssen zwei Spuren für Autos eingerichtet oder der Betrag von der Stadt Bonn selbst getragen werden.
Im April 2024 wurde die Brücke in Guido-Westerwelle-Brücke umbenannt.

## Konstruktion
Die ursprüngliche Viktoriabrücke war eine Trägerrostbrücke aus Stahl. Sie bestand aus drei Feldern und hatte zehn je einen Meter hohe Stahlträger. Sie war 18,68 Meter breit und 94,50 Meter lang, verlief dabei aber nicht gerade, sondern seitlich gebogen. Zuletzt war die Brücke in drei Fahrstreifen (zwei Hauptfahrstreifen und jeweils einen Rechtsabbiegerstreifen an den Enden), zwei schmale Radwege auf Fahrbahnhöhe und zwei breite, angehobene Fußgängerwege an den Rändern aufgeteilt. Nach der Fertigstellung des Neubaus 2022 wurden zunächst jeweils eine Rad- und eine Autospur in jede Richtung eingerichtet.

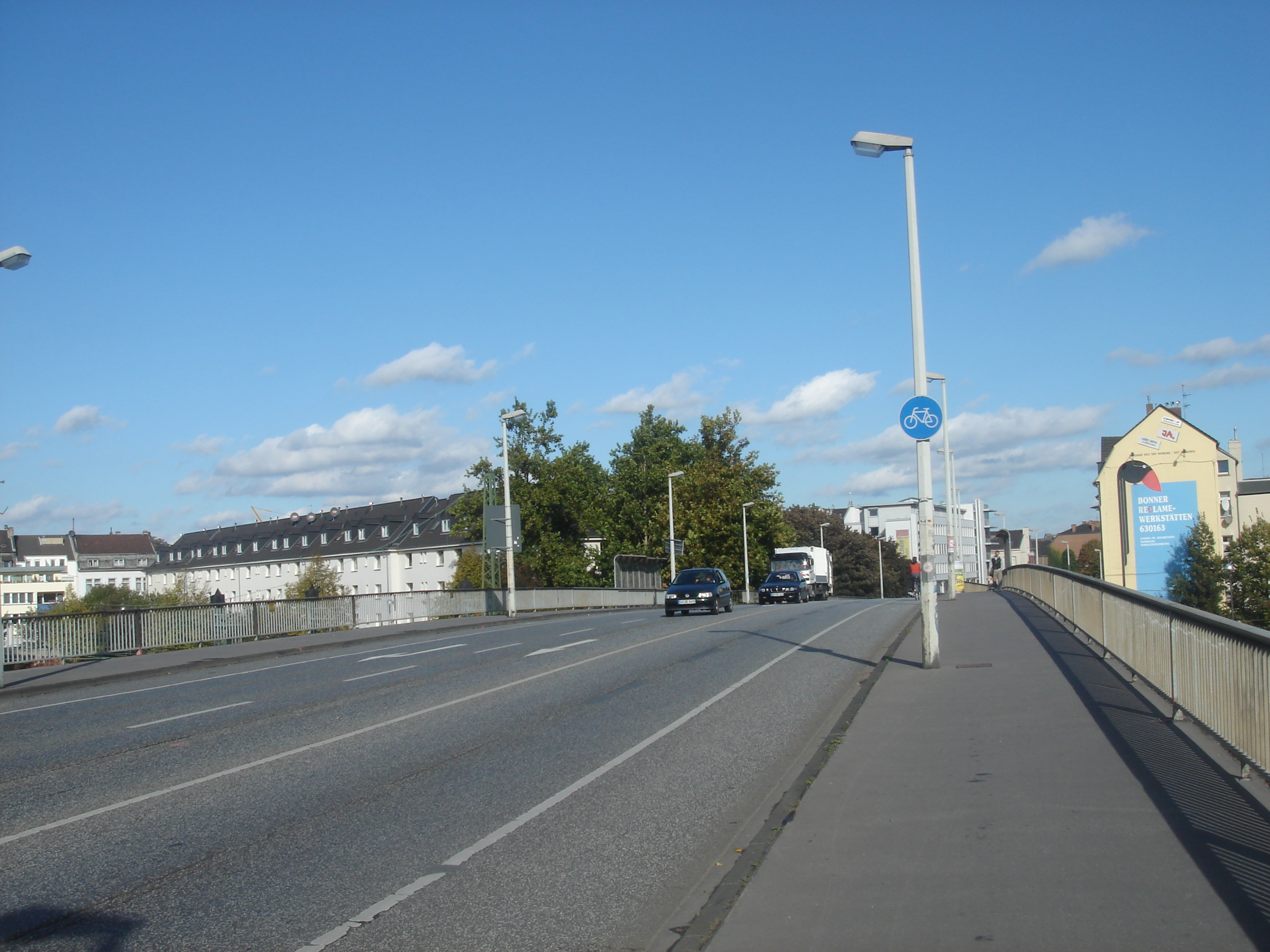
Fahrstreifen vor dem Neubau